# 巴比諾 (舊桑博爾區)
49°19′7″N 22°50′36″E / 49.31861°N 22.84333°E
巴比諾（烏克蘭語：Бабино），是烏克蘭西部的村莊，隸屬利維夫州的桑比爾區。該村面積1.01平方公里，海拔高度493米，2021年人口377，人口密度每平方公里477.61人。